# Замок «Дунаєць»
За́мок «Дуна́єць» у Не́джиці — середньовічний замок, розташований на правому березі Чорштинського водосховища в селі Недзиця-Замок (Малопольське воєводство). Цей замок був побудований, ймовірно, на початку XIV століття на місці колишньої оборонної споруди.

## Історія

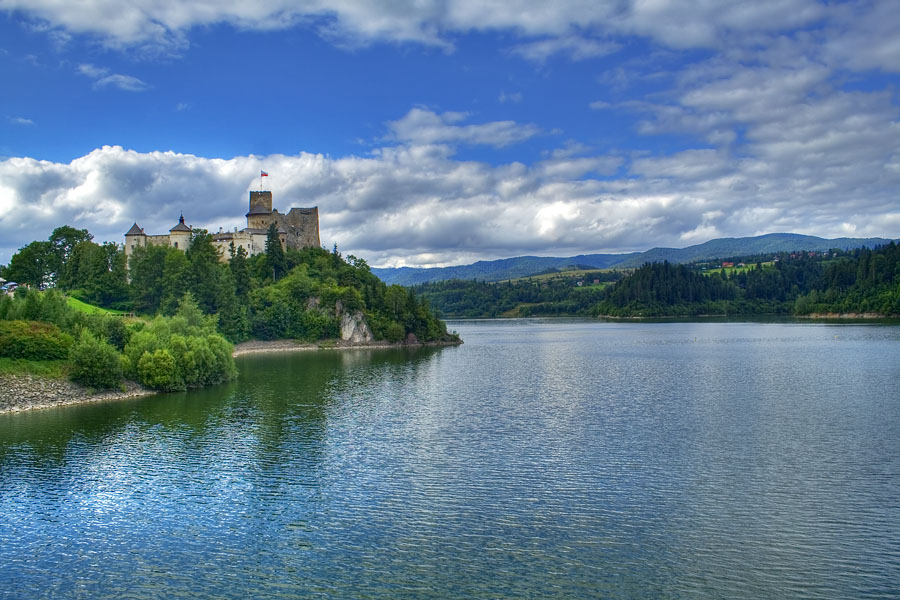
За́мок «Дуна́єць» у Не́джиці на березі Чорштинського озера

Перша згадка про замок «Дунаєць» (лат. novum castrum de Dunajecz) в документах відноситься до 1325 року. На той час замок був власністю родини Берзевічих. 
У 1326 році угорський король Карл Роберт конфіскував замок та переказав його Вілмошу Другету, який ймовірно розпочав будівництво сучасного замку. У 1330 році він передав замок своєму брату Міклошу. У 1342 році замок знову став власністю держави, а у 1347 році повернувся у власність родини Берзевічих, які на межі XIV—XV століть розбудували замок.
У 1412 році було підписано Спиську заставу, згідно з якою Угорське королівство передало Польському королівству частину території історичного регіону Спиш, включно із замком, як заставу за грошову позику. Кошти позики було передано безпосередньо у замку. 
Замком ще впродовж певного часу володіли потомки Берзевічих, аж поки не заставили його у 1463 році спиському графу Емерикові Заполью, який був дядьком Барбари Запольї — польської королеви, першої дружини Сигізмунда Старого. Його племінник, Ян Заполья, у 1526 році став королем Угорщини. У 1470 році Емерик Заполья став повноправним власником замку та розбудував його.
Після смерті сина Емерика — Стефана, замок перейшов у володіння шляхетської родини Хорватів.
У 1529 році Недзиця стала власністю польського магната Ієроніма Ласького, а згодом його сина — Ольбрахта, знаного за розгульний спосіб життя. Лаські неодноразово закладали замок під заставу, аж допоки у 1589 році остаточно не уступили його Єжи Хорвату. Він перебудував замок у ренесансному стилі (переважно в такому вигляді він зберігся до наших днів).
У володінні родини Хорватів замок залишався до 1670 року, коли внаслідок скрутної фінансової ситуації Стефан Хорват орендував замок Сильвестру Йоанеллі. У 1683 році замок здобули війська Імре Текелі, який воював проти Габсбургів. Згодом замок пограбували розбійники Саланци. Вже через рік замок відбили імперські війська і до нього повернулася родина Йоанеллі.
Наприкінці XVII століття було відбудовано замкову каплицю.
У 1776 році, після смерті Яна Йоанеллі, замок знову повернувся у володіння родини Хорватів, однак на той час він уже перебував у досить занедбаному стані.
Лише після того, як згоріла їх родова садиба, Анджей Хорват ухвалив рішення про відбудову замку у Неджиці, яку було здійснено у 1821—1823 роках. 
У 1828 році, після смерті Анджея, замок успадкував його брат — Фердинанд Хорват. Після смерті останнього представника чоловічої лінії родини Хорватів — Александра, у 1856 році, замок успадкувала дочка Фердинанда — Корнелія, яка раніше вийшла заміж за Алапі Саломона. У середині XIX століття замок постраждав внаслідок пожежі, а його ремонт завершено до 1861 року. 
Після закінчення першої світової війни замок залишився на території Польщі. Замок, при цьому, далі залишався у власності угорської родини Саломонів аж до 1945 року, коли його було націоналізовано. Цікавим фактом з історії замку є те, що тут аж до 1931 року (найдовше в Європі) існувала часткова форма панщини.
Від 1948 року у замку проводяться роботи з реконструкції і часткової відбудови. Частину приміщень займає Товариство Істориків, інша частина замку доступна для відвідувачів. У 1960 році у башті замку влаштовано сейсмологічну станцію Інституту Геофізики Польської академії наук.
Після другої світової війни тут знайшли одну з найзагадковіших карт в історії замку — повідомлення, написане на мові інків «Кіпу», в якому міститься інформація про приховані скарби.
Замок «Дунаєць» можна зустріти у багатьох фільмах. З березня 1955 року, тут знімали комедію «Помста» Олександра Фредро з 16-річною Беатою Тишкевич в ролі Клари. У 1975 році замок використовували для зйомок фільму по драмі Словацького «Мазепа».

## Замок у наш час
Сьогодні замок виконує функції музею, готелю і ресторану та є однією з найбільших історичних пам'яток на півдні Малопольського воєводства. До замку веде алея. В'їзні ворота і вхідний зал розташовані на нижньому дворі замку. У цій частині замку розташовані готельні номери, кафе, колишній бальний зал і ресторан. У музеї можна побачити так звані «кімнати Саламонів», оснащені меблями з шістнадцятого до дев'ятнадцятого століть. Дерев'яні сходи ведуть на оглядовий майданчик. Через інші двері можна потрапити в підземелля замку верхнього, який служив також як в'язниця (зараз тут розташована Камера тортур). На краю верхнього двору замку знаходиться криниця, вирізана з твердої породи вапняку на глибину понад 60 м. На верху знаходиться кімната господаря замку, кімната для трофеїв полювання та кімнати варти.
На протилежній стороні Дунайця знаходяться руїни Чорштинського замку.

## Легенди
Згідно з легендою, в кінці вісімнадцятого століття, в замку і його околицях проживали Інки: нащадки Тупак Амару ІІ і частина дворянства, рятуючись від переслідувань іспанців. Втікачі приховали частину скарбів — можливо для фінансування повстання проти Іспанії.

## Зовнішні посилання
- Віртуальний тур замком
- http://www.zamekwniedzicy.pl/ [Архівовано 15 травня 2013 у Wayback Machine.]